# Глоса (метричка форма)
Глоса (шп. glosa) је песма променљиве дужине. Састоји се из два дела: почетног текста који је у форми кратке песме и глосе, која представља коментар на тај текст. Текст представља неку песму која већ постоји (део неке романсе, пословица...), док глоса садржи онолико строфа (углавном су у питању десиме) колико стихова има тај текст. 

## Порекло и развој
Мода писања глоса почиње у петнаестом веку, а има изузетан значај у погледу уважавања народне лирике у Шпанији. Наиме, узимајући за основу своје композиције стихове фолклорног порекла, учени песници на Иберијском полуострву започињу прву фазу уважавања која ће се наставити Новим романсером (Romancero nuevo) и позориштом Лопеа де Веге (Lope de Vega). Глосирање се није задржавало на љубавним темама, чести су примери када се из народне традиције преузме неколико стихова, преформулишу се тако да добију религиозни карактер, а потом следи глоса религиозне тематике. Мелодија оригиналне народне композиције се у том случају не би мењала. Маркиз од Сантиљане (Marqués de Santillana) је писао овакве композиције. Употреба ове метричке форме доста опада у доба барока, али су је оживели француски и немачки песници у седамнаестом веку.

## Пример
{{цитат|
-{Ya la esperanza es perdida,
y un solo bien me consuela:
que el tiempo que pasa y vuela
llevará presto la vida.

Dos cosas hay en amor
que con su gusto se alcanza:
deseo de lo mejor,
es la otra la esperanza, 
que pone esfuerzo al temor.
Las dos hicieron manida
en mi pecho, y no las veo;
antes en la alma afligida,
porque me acabe el deseo,
ya la esperanza es perdida.

Si el deseo desfallece
cuando la esperanza mengua,
al contrario en mí parece,
pues cuanto ella más desmengua
tanto más él se engrandece.
Y no hay usar de cautela
con las llagas que me atizan,
que en esta amorosa escuela
mil males me martirizan,
y un solo bien me consuela.

Apenas hubo llegado
el bien a mi pensamiento,
cuando el cielo, suerte y hado,
con ligero movimiento
le han del alma arrebatado.
Y si alguno hay que se duela
de mi mal tan lastimero,
al mal amaina la vela,
y al bien pasa más ligero
Que el tiempo que pasa y vuela.

¿Quién hay que no se consuma
con estas ansias que tomo,
pues en ellas se ve en suma
ser los cuidados de plomo
y los placeres de pluma?
Y aunque va tan decaída
mi dichosa buena andanza
en ella este bien se anida:
que quien llevó la esperanza
llevará presto la vida.}-|Мигел де Сервантес, La Galatea}}